# 公子荆 (鲁国)
公子荆（？—？），姬姓，名荆，是鲁哀公的庶子，鲁悼公和孺子𪏆的兄弟。
公子荆的母亲受到鲁哀公的宠爱，鲁哀公打算立她为夫人，派宗人釁夏献上立夫人的礼品，釁夏回答说没有这样的礼节。鲁哀公发怒地问为什么没有，釁夏说国君娶妻之礼是有的，但从来没有把妾立为夫人的礼节。鲁哀公最终还是立了公子荆的母亲为夫人，而把公子荆立为太子，国人开始讨厌鲁哀公。
哀公死后，鲁悼公继位。史料没有记载公子荆当时是否在世、为何没有继位。